# Urszula z Kutna Potocka
Urszula z Kutna Potocka herbu Szeliga (ur. 1490 roku, zm. ok. 1544) – córka Anny z Kutna i Stanisława Potockiego; dziedziczka Potoku w powiecie opoczyńskim, siostra Mikołaja, Stanisława, Jerzego, Bartłomieja z Mniszkowa i Wacława braci Potockich z ziemi sieradzkiej; od 1507 r, żona Wacława z Ostroroga, matka Stanisława i Jakuba.
Genealogia dynastyczna. [dostęp 2011-05-23].